# Agora (Daudelin)
Pour les articles homonymes, voir Agora (homonymie).
L'Agora est une installation monumentale de Charles Daudelin dans le square Viger à Montréal. Achevée en 1983 et officiellement inauguré en 1984, elle est constituée d’un ensemble d’une vingtaine des pergolas de béton brut. Bassins et rideaux d’eau, petit plateau de scène, bancs et végétaux ponctuaient à l’origine cette place publique, conçu autour de la fontaine cinétique Mastodo,.

## Détérioration
Peu après son inauguration en 1984, le projet suscite des critiques et n'est pas fréquenté par le public. Il est situé dans un secteur alors isolé de la ville, au-dessus de l'autoroute Ville-Marie, et est fréquenté par des sans-abri et des toxicomanes. Agora tombe en désuétude et se dégrade,.

## Réaménagement
En 2015, l'ancien maire Denis Coderre annonce son intention de démolir l'installation et d'intégrer sa fontaine dans un nouvel aménagement de cet espace, malgré les protestations des institutions muséales et de la famille Daudelin,,. La ville présente alors un plan révisé visant à conserver une grande partie de l'Agora et à déplacer la fontaine dans l'installation,.

## Mastodo

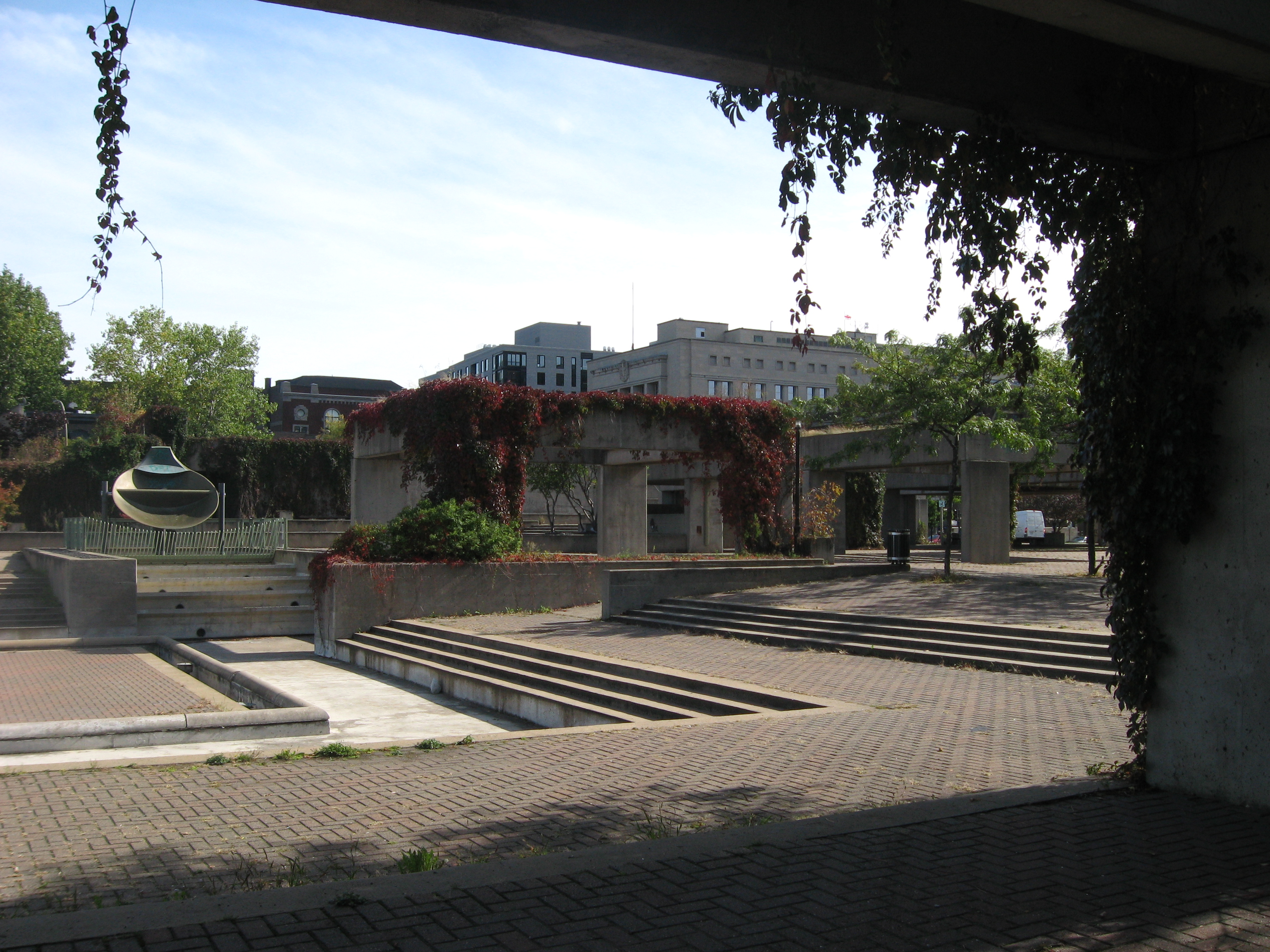
Le Mastodo à gauche, octobre 2009

Le projet initial de Daudelin comprend, à la tête du bassin aquatique, une sculpture en bronze rappelant celle qu'il a créée au Centre national des Arts à Ottawa. Peu de temps après, cet élément est remplacé par le Mastodo. Cette clepsydre moderne est une immense coupe qui basculait et renversait son contenu toutes les 15 minutes sous le poids de l'eau. Mais le Mastodo tombe rapidement en panne et n'est jamais réparé,.
En 2023, la ville annonce que la fontaine déplacée sera immobilisée lorsqu'il sera restauré, en raison du danger qu'il représente pour le public.